# Walter Cunningham
Ronnie Walter Cunningham (Creston, 16 marzo 1932 – Houston, 3 gennaio 2023) è stato un astronauta statunitense.

## Biografia

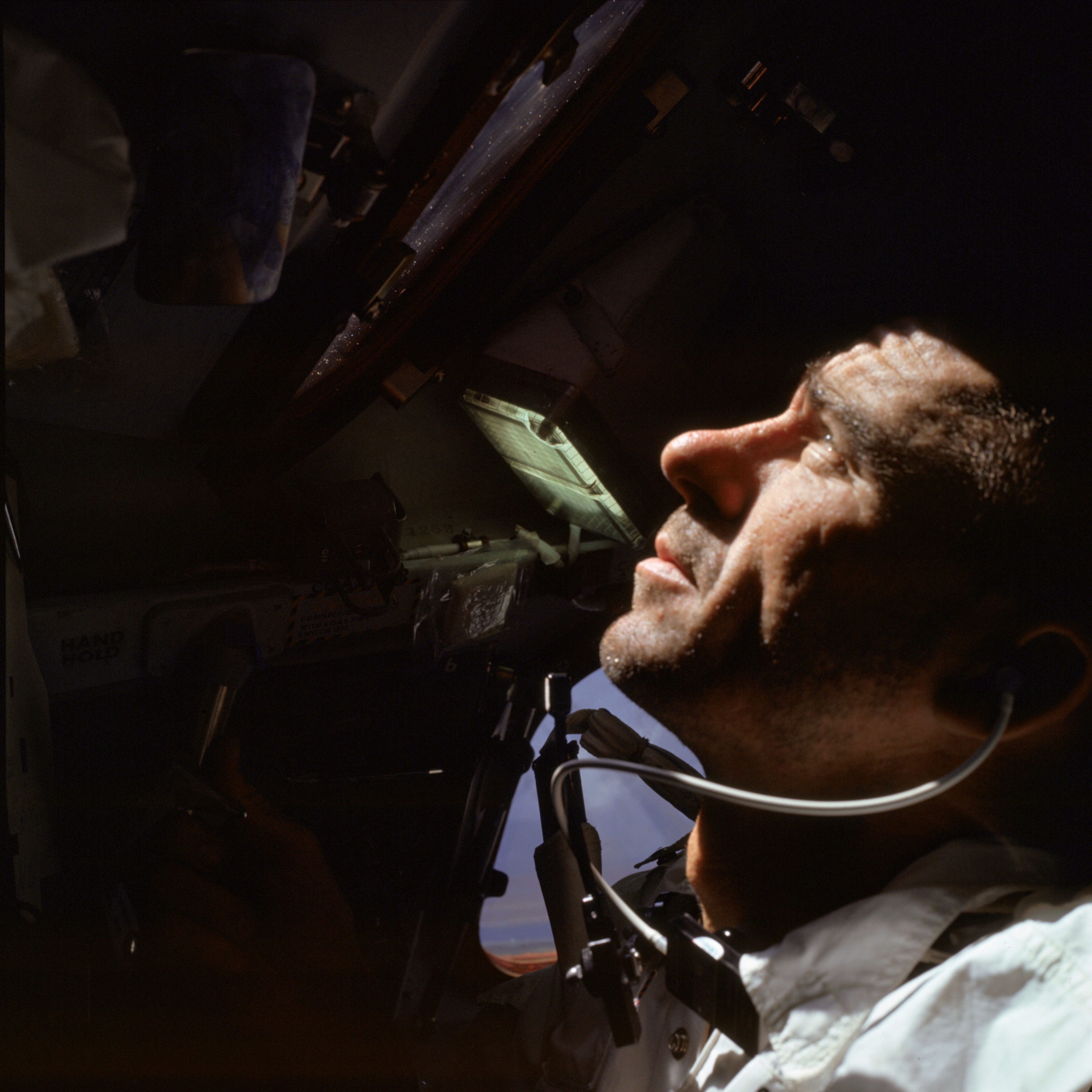
Cunningham durante la missione di Apollo 7

Frequentò la Venice High School di Venice (California). Nel 1951 si arruolò come volontario presso la marina militare americana - US Navy - e nel 1952 iniziò il suo addestramento da pilota. Nel 1953 transitò nel Corpo dei Marines - USMC - e vi rimase fino al 1956 superando le 4500 ore di volo, di cui oltre 3400 in aerei jet. Lasciato il Corpo dei Marines, da civile, nel 1963 venne assunto dalla NASA con il terzo gruppo di astronauti scelti.
L'11 ottobre 1968 venne lanciata la missione di Apollo 7, il suo primo ed unico volo nello spazio. Tale missione fu il primo lancio di un equipaggio in un'orbita terrestre con l'utilizzo di un razzo Saturn - più precisamente in punta di un razzo del tipo Saturn IB. Per la missione di Apollo 8 venne già usato il tipo Saturn V. L'equipaggio, composto inoltre da Walter Schirra e Donn Eisele, testò l'affidabilità del modulo Apollo nelle condizioni dello spazio. Il 22 ottobre 1968 avvenne l'atterraggio sicuro nelle acque dell'Oceano Atlantico. Così Cunningham poté aggiungere ben 263 ore di volo nello spazio alla sua "statistica personale".
Padre di due figli, Brian e Kimberly, Cunningham era conosciuto come appassionato di sport, mostrando un particolare interesse per il tennis, il lancio del giavellotto, le automobili da corsa e la caccia.
È deceduto a Houston il 3 gennaio 2023 all'età di novant'anni.